# Письмо половца Ивана Смеры к великому князю Владимиру Святому
Письмо половца Ивана Смеры к великому князю Владимиру Святому — поддельный документ, выданный за послание времён крещения Руси при Владимире Святославиче, фактически составленный в XVI веке в протестантской среде Великого княжества Литовского. Этот характерный для XVI века пример публицистики в форме исторической легенды-утопии активно использовался антитринитариями. До наших дней дошёл лишь латинский перевод с польского, но исследователи считают, что у письма был восточнославянский («простая мова») оригинал. В 1677 году Венедикт Вишоватый перевел письмо с польского языка на латинский. В латинском переводе Вишоватого письмо издал Христофор Сандиус, один из последователей и писателей социнианской секты, в прибавлении к своему сочинению: «Nucleus historiae ecclesiasticae» (1668 и 1676). Впоследствии «Письмо» вошло в 151-й том Patrologia Latina.
В СССР подделка нередко цитировалась как источник по истории медицины в Древней Руси и/или как свидетельство открытия русскими книгопечатания в X веке; упоминания об Иване Смере как о реальном персонаже встречаются и в современной литературе по этим дисциплинам.

## Персонаж
Согласно документу, Иван Смера был придворным врачом и ритором князя Владимира, родом из половцев. Владимир, ещё будучи язычником, якобы отправил Смеру в Константинополь и далее, для исследования христианской веры. После долгого и трудного странствия Смера достиг Александрии, принял там христианство и не стал возвращаться в Киев, а прислал письмо к Владимиру.
Согласно И. И. Малышевскому, имя (Иван, или Иванец, Смера Половец) было дано фальсификатором, при этом имя Ивана использовано как самое популярное у русских, а уменьшительное Иванец подражает уменьшительным именам, какими подписывались даже бояре в своих посланиях к русским царям. Этноним «половец» взят без проверки времени появления этого названия по летописям (фактически только в XI веке). Прозвание Смера, по словам Малышевского, «подходит послу, как лицу инородческого происхождения», но вместе с тем «отзывается еврейским происхождением», сочувствие которому естественно в авторе письма, как антитринитария из полужидовствующих. «Профессией врача и ритора даётся намек на большую в сравнении с другими разумность этого посла».

## Сюжет
Согласно посланию, «царь» Владимир послал Смеру «в страны греческие для изучения веры и нравов» (исследователи отмечают явные параллели с летописным сюжетом о выборе веры). Описывая «знаменитую империю Греческую», Смера отмечает «божницы, построенные роскошно, и людей, нравами похожих на аспидов и василисков», но сообщает, что видел он и «немало молитвенных домов христианских, в которых нет никаких идолов, а только столы и скамьи». Во второй группе храмов (описанных подобно будущим социнианским молитвенным домам) молятся «честные и благочестивые люди», преследуемые греками.
Но я знаю, что последнее поколение блистательно освободит себя от всего этого… Погибнут надменные греки в вечном огне, да и те, которые приняли их нравы, суть также бесчестны, бесславны, лжецы, достойные отвращения. Сказано мне, царь, господин мой, что ты и твой род будете такими же… Поэтому последнее поколение этих людей осудит их… Итак, царь, не должно тебе принимать обычаев и веры греческой (и римской). Если же ты примешь её, то я никогда к тебе не возвращусь, но здесь усну смертию и буду ждать суда Сына Божия. Писал я это железными буквами, вырезав на двенадцати медных досках, в египетской Александрии 5587 года, Фараона 1179 года, царствования славного Александра в год пятый, индикта 1, Луны 7, ид 14. Это тебе верно объявляю врач и ритор твой Иванец Смера Половлянин.
По указанию Сандия, письмо Смеры писано «на болгарском языке согласно древнему русскому учению», но в качестве образца приведен нечитаемый набор греческих букв.

## Реакции исследователей
Впервые «письмо Смеры» было упомянуто в русской науке Михаилом Ломоносовым в его «Древней Российской истории» (по латинскому тексту Вишоватого; написано в 1754—1758, опубликовано посмертно в 1766 г.). Ломоносов предполагал, что в этом тексте речь идёт о «коптической ереси».
Николай Карамзин в примечаниях к «Истории государства Российского» упоминает об этом письме после рассказа о крещении Владимира. Передав содержание письма, Карамзин цитирует рукописное сочинение Шпренгеля: «Über eine dunkle Stelle in der Russischen Geschichte», в котором высказано предположение, что если письмо Смеры подлинно, то те египетские богословы или христиане, которых он так хвалит Владимиру, могли быть известными сектантами павликианами, изгнанными из византийской империи и нашедшими убежище в Египте. Подлинность письма допускалась и протоиереем Петром Алексеевым.
Однако, на самом деле о подлинности письма не может быть и речи, как заметил ещё Карамзин. Указав в нём признаки подлога (странная датировка, смешивающая несколько систем летосчисления и не соответствующая реальному времени правления Владимира, «болгарские буквы по древнему русскому учению», анахронизм с упоминанием половцев, христианское имя Смеры «Иванец», хотя на Руси он был ещё язычником), он заключает: «Не будем глупее глупых невежд, хотящих обманывать нас подобными вымыслами. Автор письма, знав о Владимире из Дитмара, Меховского, Кромера, хотел побранить греков: вот источник вымысла!». «Письмо» подробно анализирует, также с общим скептическим выводом, и Евгений (Болховитинов).
Согласно исследованию проф. Ивана Малышевского, автором письма был Козьма (Андрей) Колодынский, белорус из Витебска, сначала дьякон в православной церкви, потом единомышленник феодосиан-антитринитариев, по их поручению в 1563—1564 годах проповедовавший в Витебске. Около 1567 года он оказался в Перемышльской и Сандомирской областях, где, вероятно, пытался проповедовать сектантское учение среди соседних русинов. Потерпев неудачу, он закончил свою карьеру простым слугой пана Собека. По направлению он принадлежал к партии крайних или «полужидовствующих» антитринитариев. Письмо было написано в 1567 году на западнорусском языке («простой мове») в Спасо-Самборском монастыре в Галичине и предназначалось для тех русинских областей, где проповедовал Андрей. Тогда же письмо это было переведено на польский язык. Основой для подлога служило летописное сказание о посольстве Владимира для испытания вер, последствием которого было предпочтение греческой веры всем другим. Как антитринитарий из восточных славян и, без сомнения, человек книжный, Козьма-Андрей сочинил свою приставку к летописному сказанию с целью изменить его идею и направить свою выдумку против той «греческой веры», которую, по сказанию, единогласно восхваляли послы Владимира.
Я. С. Лурье проводит параллели со «Сказанием о князьях Владимирских».

## Использование антитринитариями
Поддельное письмо Смеры имело для антитринитарианских писателей важное значение. Якобы показывая существование антитринитариев в X веке, оно заполняло пробел в истории этой секты на пространстве целых веков, от времен Ария и Никейского собора до XVI века. Аналогия, какую антитринитарии находили между собственной участью и участью антитринитариев в X веке, служила им оправданием в глазах своих и чужих. Нападки и жалобы письма на греков и их последователей переносились, в сознании польских антитринитариев, на римскую церковь. Будучи изделием антитринитария из русинов, письмо Смеры найдено было более пригодным для интересов секты в руках польских антитринитариев, и потому ими сбережено и издано.

## Использование подделки в историографии как подлинного источника

### История книгопечатания
Указание в письме на то, что автор писал его «железными буквами, вырезав на двенадцати медных досках» некоторые авторы рассматривали как подлинное свидетельство о существовании книгопечатания уже в X веке — задолго до общепризнанной даты появления книгопечатания как в Китае, так и в Европе. Отдельные упоминания «письма Смеры» в этом контексте относятся к дореволюционному времени и к 1920-1930-м годам. В 1949—1950 годах на волне борьбы с космополитизмом молодые литератор Л. П. Теплов и историк книги Е. Л. Немировский популяризировали «приоритет» Смеры (иногда он в этих статьях назывался Смером или Смердом, что отвечало «классовой» идеологии) как основоположника книгопечатания, публикациями в газетах «Сталинский печатник», «Полиграфическое производство» и «Литературная газета». В печати выступил также искусствовед и историк русской книги А. А. Сидоров. Очень быстро этот рассказ, наряду с другими сюжетами о «русских приоритетах» в науке и технике, попал и в педагогическую литературу. После смерти Сталина этот сюжет стал эксплуатироваться реже, причём Немировский так или иначе упоминал Смера/Смерда и в своих дальнейших книгах по истории книгопечатания, хотя иногда и с оговорками насчёт его «полулегендарности».

### История медицины
Статус вымышленной фигуры Ивана Смеры как «врача св. Владимира» способствовал и её упоминаниям в работах по истории русской медицины уже с 1930-х годов. Особенно активно Смера-врач стал, как и Смера-первопечатник, пропагандироваться со времён борьбы с космополитизмом, попав, в частности, в удостоенную Сталинской премии книгу В. В. Данилевского «Русская техника», наряду с другими фантастическими персонажами типа Крякутного:
Ясность и трезвость ума народа сказались и в собственном опыте, и в использовании опыта иноземных практиков в деле приготовления лекарственных веществ. Именно это показывает труд половчанина Ивана Смеры при киевском великом князе Владимире.
В дальнейшем Смер(а) упоминается в ряду реальных или столь же фантастических древнерусских врачей в целом ряде книг по истории медицины и в художественной литературе («Когда пал Херсонес» Антонина Ладинского, «Этюды о природе» Владимира Солоухина).

## Публикации
- Ch. Sandii. Nucleus historiae ecclesiasticae: Appendix. Amstelodami, 1675, p. 61—65; Andreae Wengerscii libri quatuor Slavonicae reformatae. Amstelodami, 1679, с. 499—502.
- Малышевский Ив. Подложное письмо половца Ивана Смеры к великому князю Владимиру святому // Труды Киевской духовной академии, 1876, т. 2, с. 472—553; т. 3, с. 141—233.